# Heleen Hage
Heleen Jacoba Hage (ur. 13 października 1958 w Sint-Maartensdijk) – holenderska kolarka szosowa, srebrna medalistka mistrzostw świata.

## Kariera
Największy sukces w karierze Heleen Hage osiągnęła w 1987 roku, kiedy zdobyła srebrny medal w wyścigu ze startu wspólnego podczas mistrzostw świata w Villach. W zawodach tych wyprzedziła ją jedynie Francuzka Jeannie Longo, a trzecie miejsce zajęła inna reprezentantka Holandii Connie Meijer. Był to jedyny medal wywalczony przez Hage na międzynarodowej imprezie tej rangi. Na rozgrywanych rok później igrzyskach olimpijskich w Seulu wyścig ze startu wspólnego ukończyła na dziewiętnastej pozycji. Ponadto dwukrotnie zdobywała medale mistrzostw kraju, w tym złoty w 1986 roku.
Jej siostry: Keetie van Oosten-Hage, Bella van der Spiegel-Hage i Ciska Hage oraz jej siostrzeniec Jan van Velzen również reprezentowali Holandię w kolarstwie.